# Nueva Gerona
Nueva Gerona este un oraș din Cuba, reședință a Isla de la Juventud.